# Seiichi Motohashi
Pour les articles homonymes, voir Motohashi (homonymie).
Seiichi Motohashi (本橋 成一, Motohashi Seiichi), né en 1940, est un photographe japonais.